# بلدية كولديغا
بلدية كولديغا هي بلدية في لاتفيا، بلغ عدد سكانها 22,989  نسمة وذلك حسب إحصائيات سنة 2017.